# Bitwa pod Koronowem
Bitwa pod Koronowem – bitwa stoczona 10 października 1410, w czasie wielkiej wojny, między zaciężnymi siłami zakonu krzyżackiego, dowodzonymi przez Michała Küchmeistera von Sternberg, a wojskami polskimi, dowodzonymi przez Sędziwoja z Ostroroga i Piotra Niedźwiedzkiego, pod wsią Wilcze, zakończona zwycięstwem Polaków.

## Sytuacja przed bitwą
Po bitwie pod Grunwaldem i nieudanym oblężeniu Malborka siły krzyżackie rosły, siły polsko-litewskie zaś malały. W październiku 1410 siły krzyżackie liczyły już około 10 tysięcy zbrojnych. 
Wójt Nowej Marchii, Michał Küchmeister, z oddziałem liczącym około 3,5 – 4 tysięcy ludzi (w tym 3 tysiące zaciężnych z Czech i Śląska) po zdobyciu miasta Tucholi obległ tamtejszy zamek. Zostawił pod zamkiem część sił, a z resztą ruszył na południe, by z zaskoczenia opanować warowny klasztor cystersów w Koronowie, mający w krzyżackich zamierzeniach stać się podstawą do dalszych działań, których celem była Bydgoszcz.
Władysław II Jagiełło wysłał przeciwko Krzyżakom liczące 2 tysiące zbrojnych oddziały pod dowództwem Sędziwoja z Ostroroga i Piotra Niedźwiedzkiego.
Polacy zdążyli obsadzić Koronowo załogą, więc Krzyżacy, zaskoczeni polską gotowością do walki, przystąpili do odwrotu. W pościg ruszyli za nimi konni łucznicy. Widząc, że nie uda się uniknąć walki, wojska krzyżackie zatrzymały się na leżącym 7 kilometrów od Koronowa wzgórzu, znajdującym się między Buszkowem a Łąskiem.

## Przebieg
Krzyżacy zajęli dogodną pozycję na wzgórzu. Przed bitwą walczący po stronie krzyżackiej, nadworny rycerz Zygmunta Luksemburskiego, Konrad Nympcz miał wystąpić z szyku i wyzwać do walki chętnego do jej stoczenia ze strony przeciwnej. Wyzwanie przyjął Jan Szczycki herbu Doliwa, który zwyciężył w walce, zwalając przeciwnika z konia i biorąc go do niewoli.
Po podejściu Polaków pod wzgórze obie armie ustawiły się w szyku „w płot”. Pierwszą linię zajmowali rycerze, drugą ich giermkowie. Po sygnale do ataku bitwa stała się areną wielu pojedynków. Dwa razy ogłaszano przerwę. Dopiero w trzecich zmaganiach Polacy zdobyli nieprzyjacielską chorągiew (zdobył ją Jan Naszon z Ostrowiec herbu Oksza i położył pod siodłem), co wywołało zamieszanie wśród Krzyżaków, a dalej przerodziło się w ucieczkę. Jej przyczyną mógł być fakt, że zwinięcie gonfalonu, głównej, najważniejszej chorągwi, było często znakiem do odwrotu. Lżej zbrojni polscy jeźdźcy rozpoczęli pościg, który przerwała zapadająca ciemność. Zdobyto łupy i około 300 jeńców, w tym wielu tak zwanych gości Zakonu. 
Do niewoli polskiej miało się dostać m.in. wielu Frankończyków, Bawarów, Turyngów, Czechów, mieszkańców Nadrenii i Miśni, Sasów, Szwabów. Do niewoli wzięty został także naczelny wódz armii krzyżackiej Michał Küchmeister von Sternberg, którego osadzono później na zamku w Chęcinach.

## Po bitwie
Oddziały polskie przybyły z jeńcami do Bydgoszczy 12 października, a następnie 15 października do Inowrocławia, gdzie przebywał król. Król Polski Władysław II Jagiełło podjął jeńców ucztą traktując jeńców z szacunkiem, by przeciwdziałać krzyżackiej propagandzie na Zachodzie ukazującej Polaków i Litwinów jako bezbożnych dzikusów. Król polecił opatrzeć rannych i wyznaczył im kwatery, gdzie odwiedzał jeńców osobiście. W dniu 16 października po spisaniu i odebraniu przysięgi do stawienia się w określonym miejscu i czasie z okupem, jeńcy zostali zwolnieni poza Michaelem Küchmeisterem i Henrykiem Harfustem. 
Zwycięska dla Polaków bitwa przyczyniła się do podpisania pokoju w Toruniu w 1411.

## Galeria

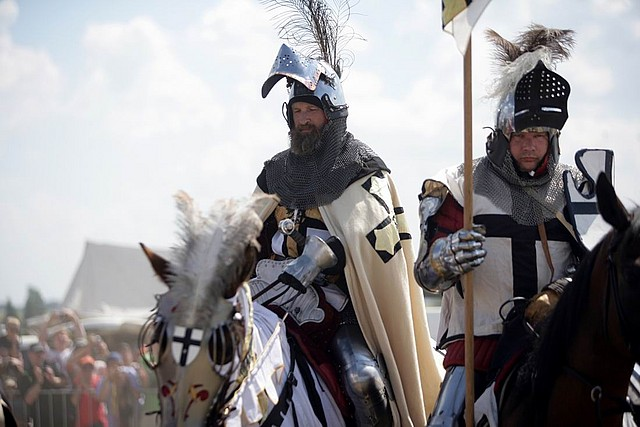
Inscenizacja
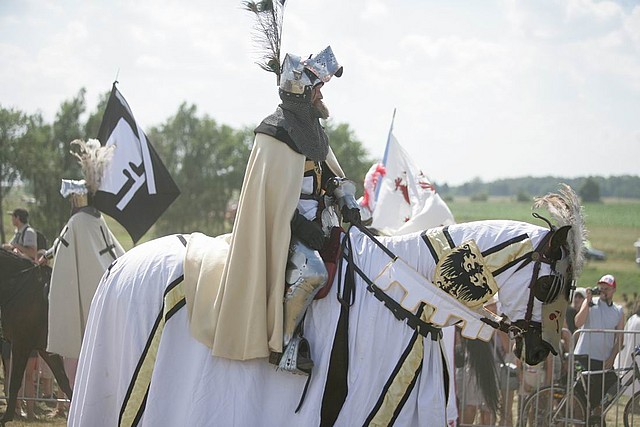
Inscenizacja
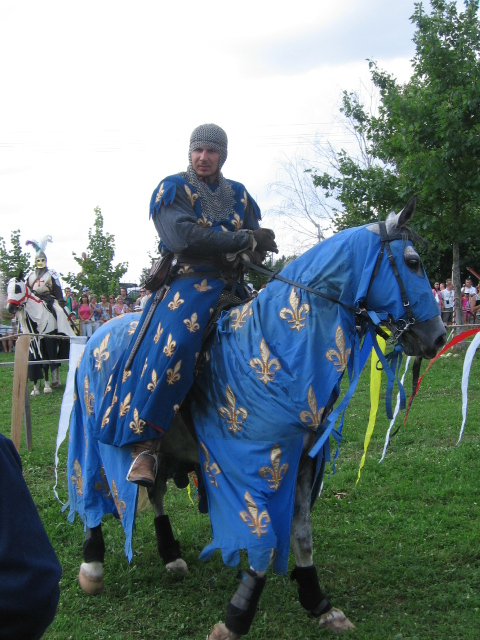
Inscenizacja
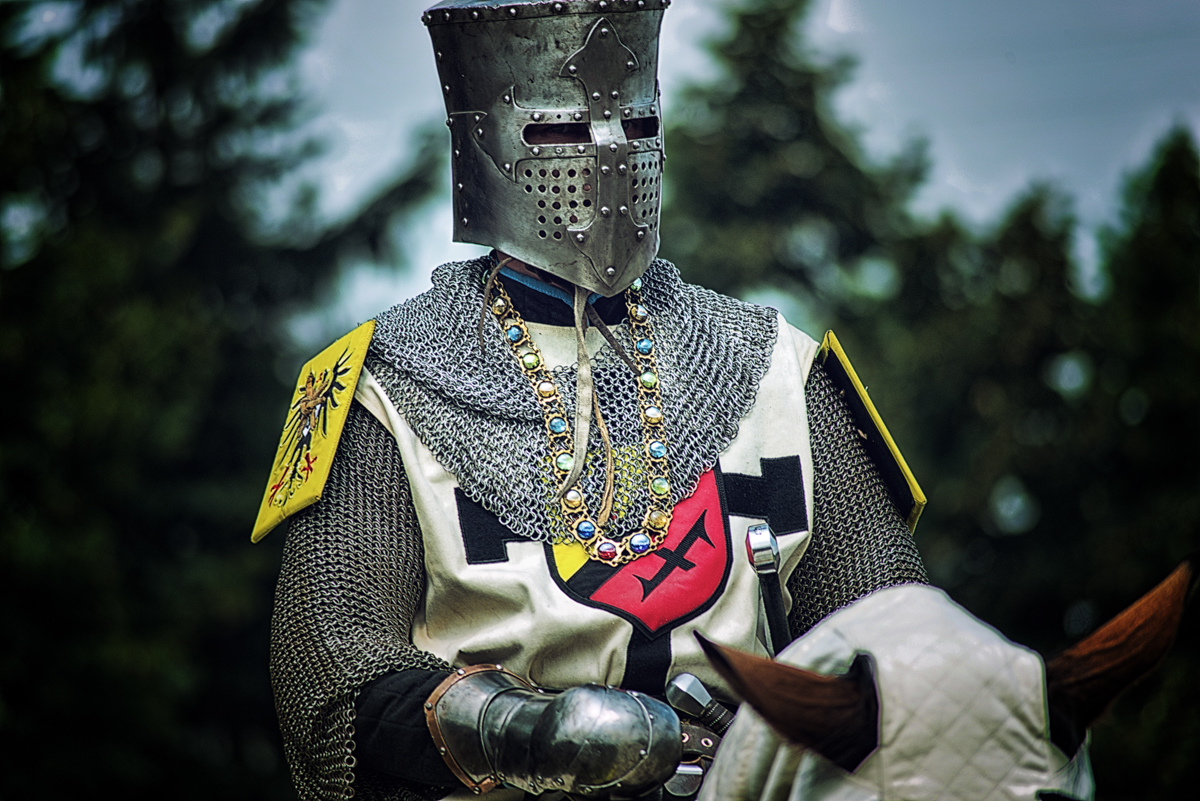
Inscenizacja
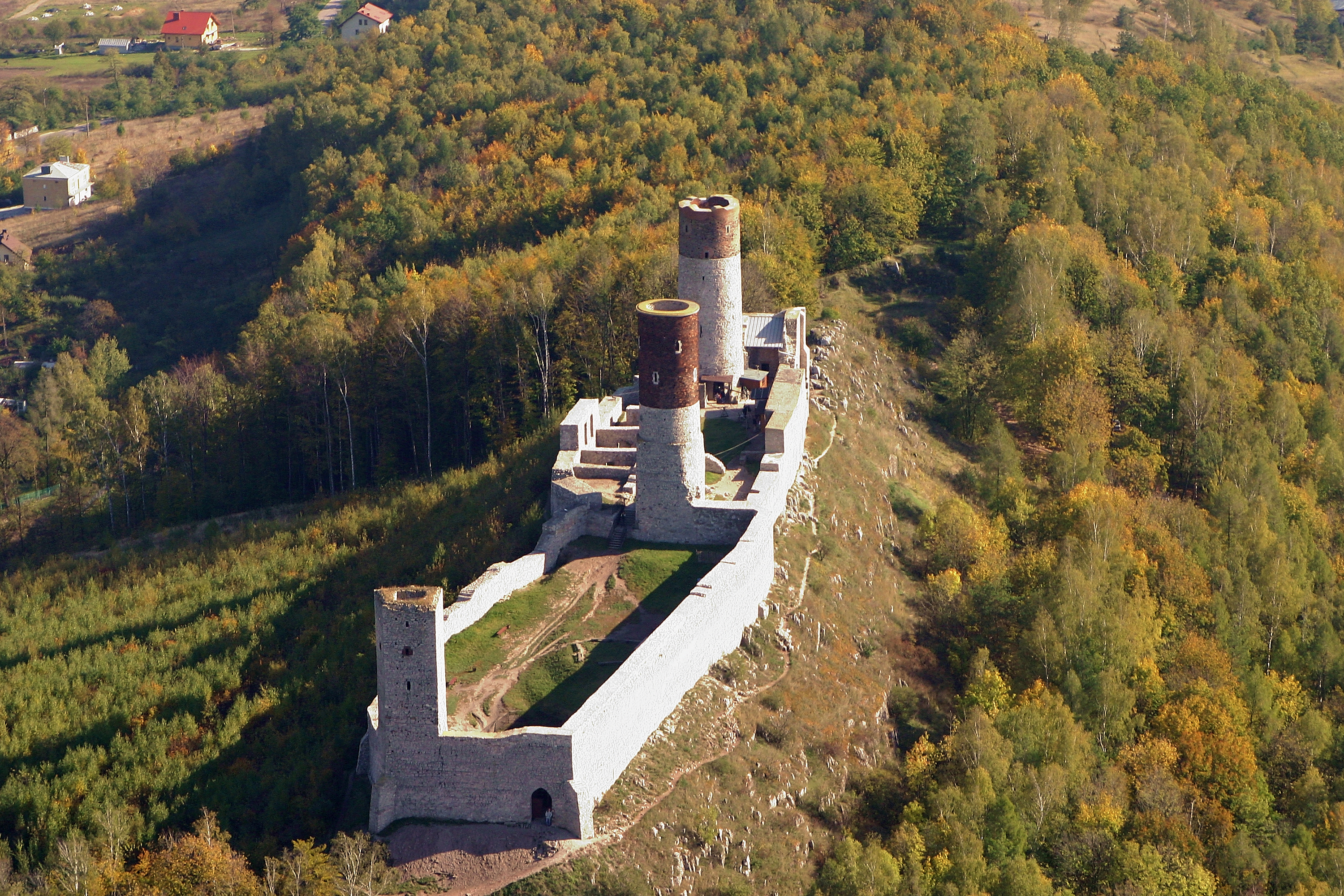
Zamek w Chęcinach

## Źródła
- Joannis Dlugossii Annales seu cronicae incliti Regni Poloniae, ed. Marian Plezia, lib. 10–11, Varsaviae 1997, s. 99–115, 152–156.